# オリバー・ソルベルグ
オリバー・ソルベルグ (典: Oliver Solberg, 2001年9月23日 - ) は、スウェーデンのラリードライバー。父は、2003年の世界ラリー選手権（WRC）と2014年、2015年の世界ラリークロス選手権の王者のペター・ソルベルグ。

## 経歴

### 初期の経歴
父親のペターをはじめ、母親のパニラや親戚もラリー経験者というファミリーで長男として生まれ、モナコで過ごしたのち、8才の頃からスウェーデンに移住した。
幼い頃からクロスカート (Crosskart) で腕を磨き、2017年に15歳でラリーデビュー。免許の必要がないラトビアのジュニアラリー選手権にプジョー・208 R2で参戦し、総合ランキング2位という好成績を残している。また、同年にはラリークロスにも参戦し、ラリーXノルディックシリーズに父親のマシンシトロエン・DS3スーパーカーで出場し、2勝・ランキング2位を記録。2018年は3勝しスーパーカークラスのタイトルを獲得した。

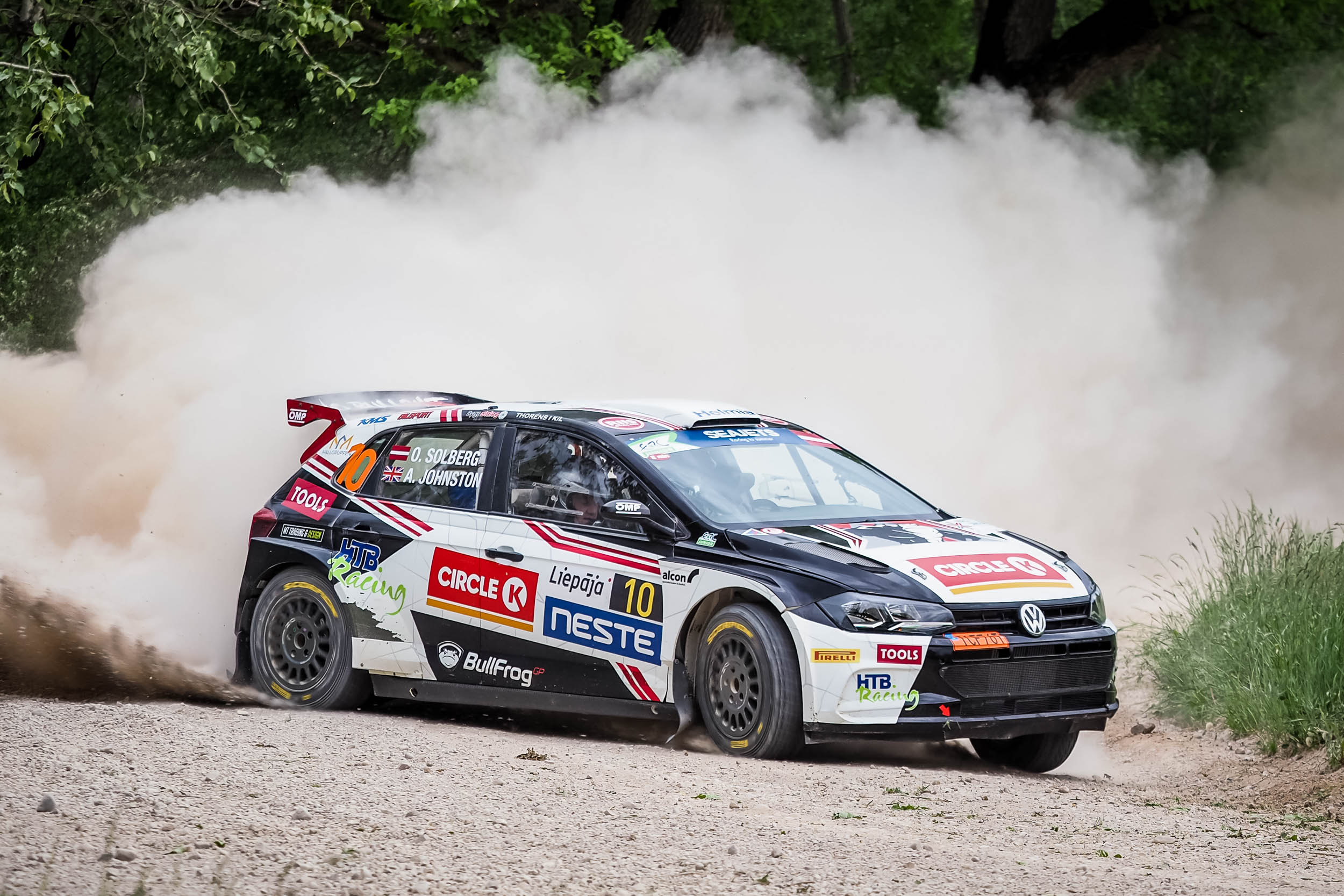
2019年ERCラリー・リエパヤにてポロGTI R5をドライブ

2019年以降は本格的にラリー競技に専念。2019年のFIA主催のバルティックラリー選手権とラトビアラリー選手権ではフォルクスワーゲン・ポロGTI R5を駆り、両タイトルを獲得した。ヨーロッパラリー選手権 (ERC) にも初出場ながら父譲りのドライビングスタイルを発揮し、優勝を見事に手にした。さらにこの年はアメリカ・ラリー・アソシエーション  (American Rally Association)  に父親のスバル・インプレッサWRCと同じ青のカラーリングのスバル・WRX STIでエントリーし、6戦中3勝をマーク。そして、ウェールズ・ラリーGBにてWRCデビューを飾ったが、3日目に行われたパワーステージでアクシデントのためリタイアした（ペターもこのラリーに出場して現役生活を終えた）。
2020年はフォルクスワーゲン・ポロGTI R5およびシュコダ・ファビアR5 EvoでWRCに参戦。また。サポートカデゴリの一つであるWRC3にはスウェーデンから参戦し、第4戦エストニアでWRC3初優勝を達成、総合でも9位とWRC初ポイントを獲得した。最終的にWRC総合ではランキング17位、WRC3では4位となった。並行してERCにもフル参戦し、前年に続く2勝目を飾り年間ランキング2位、ERC1ジュニアでチャンピオンを獲得した。

### ワークス抜擢と挫折

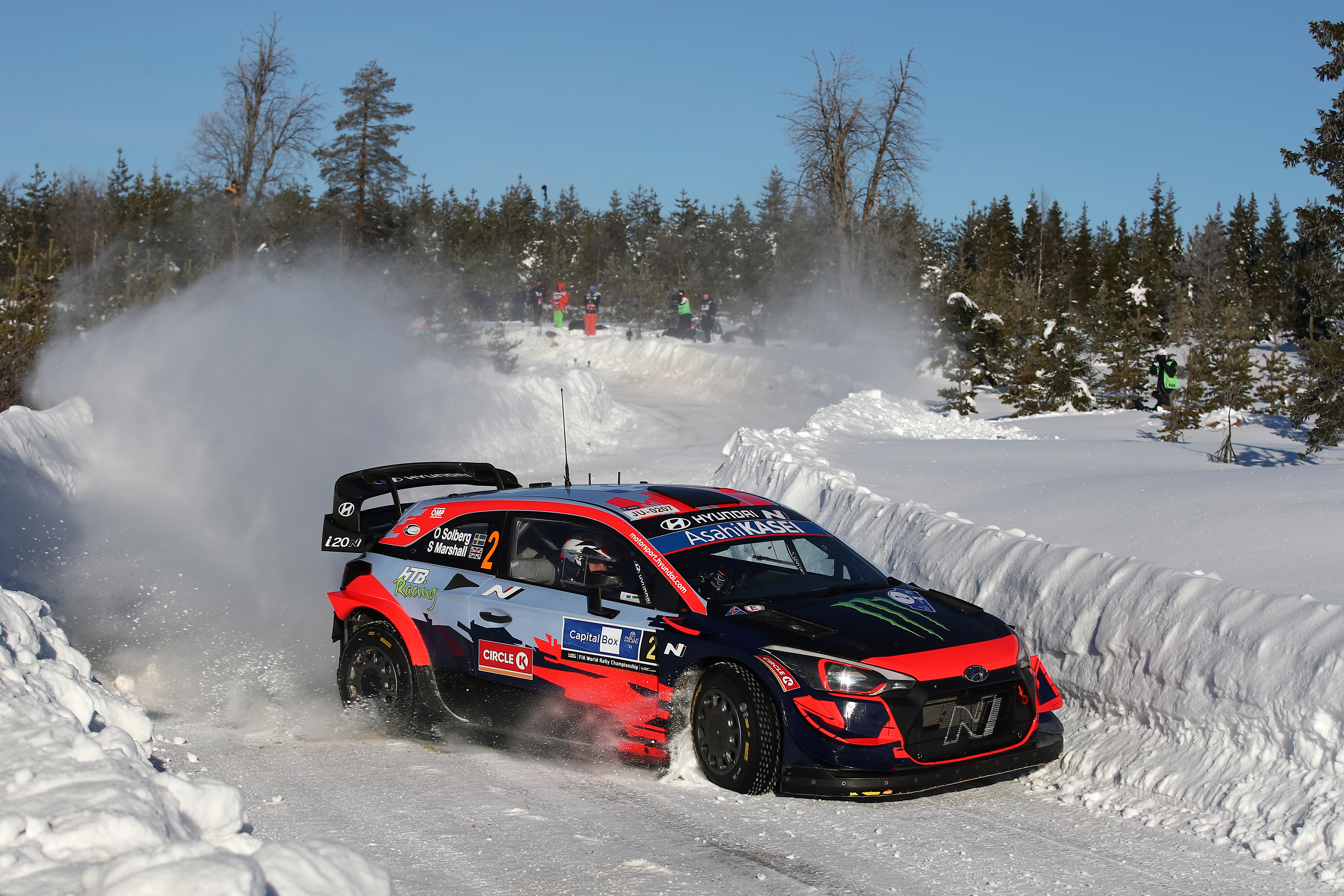
2021年アークティック・ラリーにてi20クーペWRCをドライブ

2021年はヒョンデからWRC2に参戦。第2戦アークティック・ラリー（フィンランド）では最高峰のワールドラリーカー（WRカー）を初ドライブするチャンスを与えられ、セカンドチームのヒュンダイ・2C・コンペティションからヒュンダイ・i20クーペWRCで出場した。このラリーではパートナーのアーロン・ジョンストンが新型コロナ感染症の検査で陽性だったため、急遽クリス・ミークのコ・ドライバーであるセバスチャン・マーシャルと代役で組むこととなった。SS3で3番手タイムをマークし、最終SSではスピンを喫し順位を一つ落とすが、WRカーデビュー戦で7位という好成績を残した。第6戦サファリラリーではチームメイトのピエール＝ルイ・ルーベに代わり急遽出場したが初日リタイアに終わる。その後スペインで7位、最終戦モンツァで自己最高の5位を獲得した。WRカーでは予想を上回る結果を残したが、並行で参戦したWRC2ではポルトガルで5位に入った以外はマシントラブルやクラッシュで結果を残すことが出来なかった。なおこのシーズンは4人ものコ・ドライバーがオリバーと組んでおり、最終的にはエリオット・エドモンソンが務めることとなった。
2022年はMスポーツに移籍するクレイグ・ブリーンに代わり、ヒョンデのワークスチームに昇格。3台目のヒョンデ・i20 N ラリー1のシートをダニ・ソルドとシェアする形で、主にグラベルラリーに参戦する。またラリー・ポルトガルではWRC2にもスポット参戦している。しかしマシントラブルの頻発や自身の経験不足もあって今ひとつ振るわず、第8戦ラリー・フィンランドでは本格的な競技開始となるSS2でスタート直後に横転クラッシュ。第9戦イープル・ラリーでは自己最高の4位を獲得するも、第11戦ラリー・ニュージーランドで同年代のカッレ・ロバンペラが王者に決まった直後、ソルベルグはヒョンデから放出されることが発表された。

### WRC2での再起と初優勝
2023年はシュコダのセミワークスである、ドイツのTOKスポーツからファビアRSラリー2でWRC2に参戦する。第2戦スウェーデンで早くも優勝、続くメキシコは3位。ポルトガルでは2日目の時点でトップに立っていたが、この日最後のSS15のフィニッシュ後にファンサービスとしてドーナツターンを披露。しかしこれがレギュレーション違反とされ1分のペナルティが課されることとなった。ソルベルグは最終日にチームメイトのガス・グリーンスミスを猛追したが、1.2秒届かず2位に終わり悔しさを滲ませた。その後第11戦チリで優勝するも、中盤での浮き沈みが激しく、ランキングではチャンピオンには届かず6位に終わった。
2024年も同様の体制で参戦。第2戦スウェーデンではラリー1勢にアクシデントが多発したこともあり、初日ラリー1に割って入る3位につける活躍を見せた。その後はラトビア、フィンランドで優勝しランキング首位をキープし初チャンピオンに向け王手をかけた。第11戦チリで優勝すればチャンピオン確定と有利な状態であったが、SS11でのパンクで後退しその後は挽回するも4位に終わった。このラリーで年間エントリー7戦を消化したため、残り2戦はライバルの結果待ちとなったが、最終戦ラリージャパンでサミ・パヤリが2位になったため、逆転でチャンピオンを逃すことになった。
2025年はフィンランドのプリントスポーツへ移籍し、トヨタ・GRヤリス ラリー2で引き続きWRC2に参戦する。開幕戦モンテカルロでは競技終了後に市街地でドリフト走行をしたとして5分間のタイムペナルティを下された。その後はスウェーデン、ポルトガル、アクロポリスで3勝を挙げ、シトロエンのヨアン・ロッセルとタイトル争いを展開。
第8戦エストニアはトヨタワークスからスポット参戦し、3年ぶりにラリー1カーをドライブ。トヨタ・GRヤリス ラリー1を2日間テストしたのみで本番に挑むも、SS2で自身初のステージベストを記録。さらに全20本中9つのSSでベストタイムを叩き出し、2位に20秒以上の大差をつける圧巻の走りでWRC総合初優勝を達成した。フィニッシュ後は両親と抱き合い、感極まった表情を見せた。

## 人物
- 父ペターはノルウェー、母パニラはスウェーデンのラリー一家出身というカップルの間に生まれ育った。オリバー自身はスウェーデン国籍で選手登録しているが、レース・オブ・チャンピオンズのネイションズカップ（国別対抗戦）には父と共にノルウェーチームから出場している。 
  - 母親のパニラ・ソルベルグはスウェーデンのラリー名門として知られるワルフリッドソン家の出身[13]。ドライバーとしてWRCやERCに出場し、三菱・ランサーエボリューションでグループNクラスの表彰台を獲得したこともある[14]。2024年よりFIA WRC委員会の委員長に就任した[15]。
  - 叔父（ペターの兄）のヘニング・ソルベルグはWRCのフォード系チームで長く活躍した選手。従兄（ヘニングの息子）のオスカー・ソルベルグ、従兄（ヘニングの義理の息子）ポンタス・ティデマンドもラリードライバー。
- カッレ・ロバンペラとソルベルグは同じ二世ドライバーであり、同世代（1歳違い）で育成カテゴリから似たようなキャリアを進んできた。WRCでカッレはトヨタ、オリバーはヒョンデの若手育成選手に選ばれたが、その後の成績は明暗が別れている。なお、WRCにおける親子二代優勝はロバンペラ家とソルベルグ家の二例のみ。WRC最年少優勝記録はカッレ（20歳290日）、ヤリ＝マティ・ラトバラ（22歳313日）、オリバーの順になっている。
- オフの日には、『Dirt Rally 2.0』の開発に携わっていたこともあったり、フランスの学校に通学していたこともある[16]。
- 憧れの人物にケン・ブロックを挙げており、YouTubeにアップロードされている彼の動画を全て視聴している。「ジムカーナ10に出演してみる気はないか」と誘われたときは驚きを隠せなかったもこともあり、地元でフォード・フォーカスを走らせていたという[16]。
- 2020年、新型コロナウイルス感染症の拡大によりラリーイベントの中止が相次ぐ中、「DiRT Rally 2.0」上でeスポーツラリーシリーズ「ソルベルグ・ワールドカップ」を立ち上げた[17]。全6戦で、シリーズチャンピオンはアメリカワシントン州シアトルにあるラリースクール「Dirtfish」でソルベルグの指導を受けるという特典が付く。開幕戦モンテカルロは1万1405人の参加者を集める大盛況となり、ソルベルグはフォルクスワーゲン・ポロR5をチョイスして総合15位で完走した[18]。
- カーナンバー制度により「2」を選択しているが当初の希望は「11」であった。しかしティエリー・ヌービルが既にこのナンバーを使用していたため1と1を足して2になったのでこのカーナンバーとなった。
- ラリークロスにもたびたび参戦している。2022年の欧州ラリークロス選手権第2戦では、圧巻の走りで世界王者ヨハン・クリストファーソンをも破ったかに見えたが、車両規定違反によりまさかの失格となった[19]。
- ユハ・カンクネンを尊敬しており、2022年のイープル・ラリーでその場に居合わせたトヨタの豊田章男社長（TGR-WRT会長）にスマートフォンを渡し、カンクネンとのツーショット写真を撮ってもらった。2025年エストニアで初優勝した際、豊田は「今度は私とのツーショット写真をユハに撮ってもらいましょう」との祝福メッセージを贈った（ソルベルグの優勝により、トヨタはWRC通算100勝目を達成した）[20]。

## 戦績

### WRC以外のイベント
2019年
- バルティックラリー選手権・ラトビアラリー選手権 - タイトル(フォルクスワーゲン)
- ヨーロッパラリー選手権 -　ラトビア優勝

### WRC戦績
| 年     | 所属チーム                                                   | ランキング | 獲得ポイント | 最高位・回数 | 表彰台回数 |
| ------ | ------------------------------------------------------------ | ---------- | ------------ | ------------ | ---------- |
| 2019年 | スポット参戦                                                 | NC         | 0            | 無し・0回    | 0回        |
| 2020年 | スポット参戦                                                 | 17位       | 8            | 7位・1回     | 0回        |
| 2021年 | ヒュンダイ・モータースポーツN ヒュンダイ・2Cコンペティション | 13位       | 22           | 5位・1回     | 0回        |
| 2022年 | ヒョンデ・シェル・モービスWRT                                | 12位       | 33           | 4位・1回     | 0回        |
| 2023年 | スポット参戦                                                 | 10位       | 33           | 6位・2回     | 0回        |
| 2024年 | TokシュポルトWRT                                             | 13位       | 27           | 5位・2回     | 0回        |

* シーズン進行中

### 世界ラリー選手権
| 年     | エントラント                   | 車両                            | 1       | 2      | 3       | 4      | 5       | 6       | 7       | 8       | 9       | 10      | 11     | 12      | 13  | 14    | 順位 | ポイント |
| ------ | ------------------------------ | ------------------------------- | ------- | ------ | ------- | ------ | ------- | ------- | ------- | ------- | ------- | ------- | ------ | ------- | --- | ----- | ---- | -------- |
| 2019年 | オリバー・ソルベルグ           | フォルクスワーゲン・ポロ GTI R5 | MON     | SWE    | MEX     | FRA    | ARG     | CHL     | POR     | ITA     | FIN     | GER     | TUR    | GBR Ret | ESP | AUS C | NC   | 0        |
| 2020年 | オリバー・ソルベルグ           | フォルクスワーゲン・ポロ GTI R5 | MON 25  |        | MEX Ret | EST 9  | TUR     |         |         |         |         |         |        |         |     |       | 17th | 8        |
| 2020年 | オリバー・ソルベルグ           | シュコダ・ファビア R5 Evo       |         | SWE 17 |         |        |         | ITA 18  | MNZ 7   |         |         |         |        |         |     |       | 17th | 8        |
| 2021年 | ヒュンダイ・モータースポーツN  | ヒュンダイ・i20 R5              | MON Ret |        | CRO     | POR 11 |         |         | EST Ret |         |         |         |        |         |     |       | 13位 | 22       |
| 2021年 | ヒュンダイ・2Cコンペティション | ヒュンダイ・i20クーペWRC        |         | ARC 7  |         |        | ITA WD  | KEN Ret |         |         |         |         | ESP 7  | MNZ 5   |     |       | 13位 | 22       |
| 2021年 | ヒュンダイ・モータースポーツN  | ヒュンダイ・i20N ラリー2        |         |        |         |        |         |         |         | BEL Ret | GRE Ret | FIN Ret |        |         |     |       | 13位 | 22       |
| 2022年 | ヒョンデ・シェル・モービスWRT  | ヒョンデ・i20 N ラリー1         | MON Ret | SWE 6  | CRO Ret |        | ITA     | KEN 10  | EST 13  | FIN Ret | BEL 4   | GRE     | NZL 5  | ESP     | JPN |       | 12位 | 33       |
| 2022年 | ヒョンデ・モータースポーツ N   | ヒュンダイ・i20N ラリー2        |         |        |         | POR 47 |         |         |         |         |         |         |        |         |     |       | 12位 | 33       |
| 2023年 | オリバー・ソルベルグ           | シュコダ・ファビアRS ラリー2    | MON 14  | SWE 8  | MEX 8   | CRO 10 | POR 7   | ITA 44  | KEN 9   | EST 38  | FIN 6   | GRE Ret | CHL 6  | EUR     | JPN |       | 10位 | 33       |
| 2024年 | トクスポートWRT                | シュコダ・ファビアRS ラリー2    | MON 40  | SWE 5  | KEN 7   | CRO    | POR Ret | ITA DNS | POL 10  | LAT 10  | FIN 5   | GRE     | CHL 11 | EUR 7   | JPN |       | 13位 | 27       |
| 2025年 | プリントスポーツ               | トヨタ・GRヤリス ラリー2        | MON 15  | SWE 9  | SAF 12  | ESP 16 | POR 10  | ITA 6   | GRE 6   |         | FIN     | PAR     | CHI    | EUR     | JPN | SAU   | 8位* | 52*      |
| 2025年 | トヨタ・ガズー・レーシングWRT  | トヨタ・GRヤリス ラリー1        |         |        |         |        |         |         |         | EST 1   |         |         |        |         |     |       | 8位* | 52*      |

### WRC-2
| 年     | エントラント                | 車両                            | 1      | 2     | 3     | 4      | 5       | 6      | 7       | 8       | 9       | 10      | 11    | 12      | 13  | 14    | 順位 | ポイント |
| ------ | --------------------------- | ------------------------------- | ------ | ----- | ----- | ------ | ------- | ------ | ------- | ------- | ------- | ------- | ----- | ------- | --- | ----- | ---- | -------- |
| 2019年 | オリバー・ソルベルグ        | フォルクスワーゲン・ポロ GTI R5 | MON    | SWE   | MEX   | FRA    | ARG     | CHL    | POR     | ITA     | FIN     | GER     | TUR   | GBR Ret | ESP | AUS C | NC   | 0        |
| 2021年 | ヒョンデ・モータースポーツN | ヒョンデ・i20 R5                | MON WD | ARC   | CRO   | POR 5  | ITA     | KEN    | EST Ret |         |         |         |       |         |     |       | 18位 | 10       |
| 2021年 | ヒョンデ・モータースポーツN | ヒョンデ・i20N ラリー2          |        |       |       |        |         |        |         | BEL Ret | GRE Ret | FIN Ret | ESP   | MNZ     |     |       | 18位 | 10       |
| 2022年 | ヒョンデ・モータースポーツN | ヒョンデ・i20N ラリー2          | MON    | SWE   | CRO   | POR 25 | ITA     | KEN    | EST     | FIN     | BEL     | GRE     | NZL   | ESP     | JPN |       | 49位 | 3        |
| 2023年 | オリバー・ソルベルグ        | シュコダ・ファビアRS ラリー2    | MON    | SWE 1 | MEX 3 | CRO    | POR 2   | ITA 26 | KEN     | EST 16  | FIN     | GRE Ret | CHL 1 | EUR     | JPN |       | 6位  | 91       |
| 2024年 | トクスポートWRT             | シュコダ・ファビアRS ラリー2    | MON    | SWE 1 | KEN 2 | CRO    | POR Ret | ITA    | POL 2   | LAT 1   | FIN 1   | GRE     | CHL 4 | EUR     | JPN |       | 2位  | 123      |
| 2025年 | プリントスポーツ            | トヨタ・GRヤリス ラリー2        | MON    | SWE 1 | SAF 5 | ESP    | POR 1   | ITA    | GRE 1   | EST     | FIN     | PAR     | CHI   | EUR     | JPN | SAU   | 1位* | 85*      |

### WRC-3
| 年     | チーム               | マシン                          | 1   | 2     | 3       | 4     | 5   | 6     | 7     | 順位 | ポイント |
| ------ | -------------------- | ------------------------------- | --- | ----- | ------- | ----- | --- | ----- | ----- | ---- | -------- |
| 2020年 | オリバー・ソルベルグ | シュコダ・ファビア R5 Evo       | MON | SWE 5 |         |       | TUR | ITA 6 | MNZ 2 | 4位  | 61       |
| 2020年 | オリバー・ソルベルグ | フォルクスワーゲン・ポロ GTI R5 |     |       | MEX Ret | EST 1 |     |       |       | 4位  | 61       |

### ERC
| 年     | チーム                               | マシン                          | 1     | 2     | 3      | 4     | 5     | 6   | 7   | 8   | 順位 | ポイント |
| ------ | ------------------------------------ | ------------------------------- | ----- | ----- | ------ | ----- | ----- | --- | --- | --- | ---- | -------- |
| 2019年 | スポーツ・レーシング・テクノロジーズ | フォルクスワーゲン・ポロ GTI R5 | PRT   | ESP   | LAT 1  | POL   | ITA   | CZE | CYP | HUN | 6位  | 39       |
| 2020年 | オリバー・ソルベルグ                 | フォルクスワーゲン・ポロ GTI R5 | ITA 3 | LAT 1 | PRT 23 |       | ESP 4 |     |     |     | 2位  | 112      |
| 2020年 | オリバー・ソルベルグ                 | シュコダ・ファビア R5 Evo       |       |       |        | HUN 4 |       |     |     |     | 2位  | 112      |
| 2023年 | トクスポートWRT                      | フォルクスワーゲン・ポロ GTI R5 | PRT   | ESP   | POL    | LAT   | SWE 1 | ITA | CZE | HUN | 15位 | 33       |
| 2024年 | オリバー・ソルベルグ                 | シュコダ・ファビア R5 Evo       | HUN   | ESP   | SWE 1  | EST   | ITA   | CZE | GBR | SIL | 12位 | 35       |